# Bewijs door deductie
Een bewijs door deductie is een afleiding van een conclusie uit premissen volgens een onweerlegbare (logische) gevolgtrekking. In de axiomatische formele logica wordt het als volgt gedefinieerd: 
Gegeven een verzameling hypothesen en axioma's {\displaystyle H} van goedgevormde logische formules. Dan is {\displaystyle C} een deductieve consequentie van {\displaystyle H}, dan en slechts dan als de conjunctie van alle goedgevormde logische formules uit {\displaystyle H},  {\displaystyle C} impliceert.
Wij schrijven {\displaystyle H\vdash C}, voor {\displaystyle C} is logisch deduceerbaar uit {\displaystyle H}.

## Gebruik
Axiomatische formele logica is een onderdeel van de wiskunde, als zodanig wordt het veel toegepast in de abstracte exacte wetenschappen zoals de informatica en de wiskunde zelf. 
Alle wetenschappen bedienen zich echter op wat voor manier dan ook van deductiebewijzen. Uit de hypothesen en stellingen van een theorie worden vaak gevolgen logisch gededuceerd, die dan weer als input kunnen dienen voor experimentele verificatie, dan wel falsificatie van de theorie. Er geldt namelijk 
{\displaystyle \{(H\to C),(\neg C)\}\vdash (\neg H)}
Kortom, als experimenteel een gevolg van een theorie gefalsificeerd wordt, dan is een logisch gevolg daarvan dat de theorie (althans niet helemaal) klopt. Helaas klopt het omgekeerde niet:
{\displaystyle \{(H\to C),C\}\vdash H}
is natuurlijk niet waar. 
Het is hierom, dat (volgens algemene opvatting) de wetenschap er naar moet streven zijn modellen te falsificeren en dan betere modellen dient te zoeken.